# Honoratka, Orativ
Honoratka (în ucraineană Гоноратка) este un sat în comuna Zaruddea din raionul Orativ, regiunea Vinnița, Ucraina.

## Demografie
Componența lingvistică a localității Honoratka
     Ucraineană (99,43%)
     Alte limbi (0,57%)
Conform recensământului din 2001, majoritatea populației localității Honoratka era vorbitoare de ucraineană (99,43%), existând în minoritate și vorbitori de alte limbi.